# Ernst G. Straus
Pour les articles homonymes, voir Straus.
Ernst Gabor Straus (1922-1983) est un mathématicien allemand puis américain. Il contribue aux fondements de la théorie de Ramsey euclidienne et aux propriétés arithmétiques des fonctions analytiques.

## Biographie
Straus est né à Munich, le 25 février 1922, dans une famille d'origine juive. C'est le cadet des cinq enfants d'Elias (Eli) Straus, un éminent avocat sioniste et de sa femme Rahel Straus, elle-même médecin et féministe. Ernst Gabor Straus montrait des talents pour les mathématiques dès son plus jeune âge. À la suite de la mort de son père, la famille, fuyant le régime nazi, s'installe en Palestine en 1933. Straus fait ses études supérieures à l'Université hébraïque de Jérusalem. Sans avoir obtenu une licence, il entame des études de maîtrise à l'Université Columbia de New York, et obtient un Ph. D. en 1948 sous la direction de Francis Joseph Murray, avec une thèse ayant pour titre « Some Results in Unified Field Theory ». Deux années plus tard, il devient assistant d'Albert Einstein. Après une période de trois ans à l'Institute for Advanced Study, Straus prend un poste à l’Université de Californie à Los Angeles, poste qu'il occupe pour le restant de sa vie. Straus meurt le 12 juillet 1983 d'une crise cardiaque.

## Recherche
Les domaines d'intérêt en recherche couvrent un large spectre durant sa carrière ; cela commence avec ses premiers travaux avec Einstein sur la relativité, puis il fait des contributions profondes en théorie analytique des nombres, théorie des graphes extrémaux, et en combinatoire. Une de ses contributions les plus connues a trait aux mathématiques récréatives ; il s'agit de la conjecture d'Erdős-Straus qui énoncé que tout nombre de la forme 4/n peut s'écrire sous forme d'une somme de trois fractions égyptiennes. Parmi ses nombreux coauteurs, il y a Albert Einstein, Paul Erdős, Richard Bellman, Béla Bollobás, Sarvadaman Chowla, Ronald Graham, László Lovász, Carl Pomerance, et George Szekeres. Rien qu'avec Erdős, Strauss a écrit 21 articles en commun.
Strauss a de nombreux élèves, parmi lesquels Aviezri Fraenkel, Daihachiro Sato (en) et Krishnaswami Alladi.